# Ismaïla Ghussein
 (décembre 2023).
Ismaïla Mohamed Gassim Ghussein, né le 11 janvier 1936 à Dabola et mort le 11 janvier 2016 à Cornebarrieu, est un homme politique guinéen.
Il est secrétaire général du Parti démocratique de Guinée-Rassemblement démocratique africain (PDG-RDA) a sa récréation en 1992.
Gushein a été élu à l'Assemblée nationale lors des élections législatives de 1995 et a siégé à la commission des affaires étrangères de l'Assemblée nationale pendant la législature. Lors des élections législatives du 30 juin 2002, Gushein a été réélu à l'Assemblée nationale en tant que candidat PDG-RDA. Le parti a remporté 3,4 % du vote populaire et trois sièges sur 114 lors de cette élection.
Il décède le 11 janvier 2016 près de Toulouse et est enterré à Dabola.